# Casademunt (el Brull)
Mas Casademunt és una masia amb diversos usos del Brull (Osona) protegida com a Bé Cultural d'Interès Local.

## Descripció
Casa de planta quadrada, dos pisos d'alçada i grans proporcions, amb teulada de teula àrab a quatre vessants. Té la façana principal orientada a llevant i presenta tot l'entorn enjardinat. El seu interior respon a les necessitats de casa de serveis (exercicis), amb cambres i sales de reunions, sense cap altra funció. A l'extrem Nord-oest s'hi ha afegit un cos de proporcions més reduïdes i d'alçada inferior a l'original, en el qual hi ha una galeria i un terrat. Els materials de construcció bàsics són la pedra i la teula, tot i que presenta nombroses reformes amb maons (finestres). Al tercer pis dels angles Nord-oest i sud-est es poden veure petites torres.

## Història
Casademunt va ser construïda per picapedrers francesos pels volts de 1540. Posteriorment va ser objecte de reformes, bàsicament a l'interior, a mitjans de segle xix, de les quals destaquen les rajoles valencianes. Això succeí quan la casa era propietat de la família Ponç. Entre els anys 1931 i 1950 va servir de sanatori de tuberculosos. Actualment és una estança de repòs i meditació, propietat d'una comunitat de monges. El complex es completa amb una església i una altra construcció amb funcions residencials per acollir els hostes. El seu estat de conservació actual és òptim i no presenta cap patologia digne de menció.